# Sonexay Siphandone
Sonexay Siphandon (laot.) ສອນໄຊ ສີພັນດອນ (ur. 26 stycznia 1966) – laotański polityk, minister, w latach 2016–2022 wicepremier Laosu, od 2022 premier Laosu.

## Życiorys
Syn byłego premiera i prezydenta Laosu Khamtai Siphandon. Działacz Laotańskiej Partii Ludowo-Rewolucyjnej, w 2006 wybrany do jej komitetu centralnego. Zajmował stanowiska Szefa Kancelarii Premiera oraz Ministra Planowania i Inwestycji. Od 2016 do 2022 pełnił funkcje wicepremiera. Z dniem 30 grudnia objął stanowisko premiera.